# Furia montana
Furia montana är en svampart som först beskrevs av Roland Thaxter, och fick sitt nu gällande namn av Humber 1989. Furia montana ingår i släktet Furia och familjen Entomophthoraceae.   Inga underarter finns listade i Catalogue of Life.